# Irish Cup 2021-2022
La Irish Cup 2021-2022 è stata la 142ª edizione del torneo, iniziata il 7 agosto 2021 e terminata il 7 maggio 2022. Il Crusaders ha vinto il torneo conquistando il trofeo per la quinta volta nella sua storia.

## Fase preliminare

### Primo turno preliminare
Partecipano 80 squadre dalla Premier Intermediate League e dai livelli inferiori. Il sorteggio è stato effettuato il 20 luglio 2021.
| Squadra 1                      | Risultato       | Squadra 2            |
| ------------------------------ | --------------- | -------------------- |
| 7 agosto 2021                  |                 |                      |
| Ballynure O.B.                 | 4 – 2           | Seagoe               |
| 14 agosto 2021                 |                 |                      |
| Bangor Old Boys                | 1 – 4           | Lower Maze           |
| Abbey Villa                    | 2 – 1           | Shorts               |
| Ambassadors                    | 2 – 5           | Ardstraw             |
| Ards Rangers                   | 3 – 0           | Bryansburn           |
| Ballymoney Utd                 | 2 – 0           | Richhill             |
| Ballynahinch United            | 1 – 2           | Greenisland          |
| Banbridge Rangers              | 3 – 1           | Moneyslane           |
| Bangor Amateurs                | 4 – 1           | Clonard              |
| Belfast Celtic                 | 1 – 2           | Ballymacash          |
| Brantwood                      | 0 – 1           | Coagh United         |
| Chimney Corner                 | 10 – 2          | Rectory Rangers      |
| Cookstown Royal British Legion | 0 – 5           | Banbridge Town       |
| Cookstown Youth                | 1 – 2           | Killyleagh Youth     |
| Craigavon City                 | 2 – 1           | Malachians           |
| Crumlin Utd                    | 3 – 1           | Saintfield           |
| Derriaghy Cricket Club         | 6 – 2           | Albert Foundry       |
| Desertmartin                   | 3 – 0           | Orangefield Old Boys |
| Dollingstown                   | 3 – 3 (3-2 dtr) | Crumlin Star         |
| Dromara Village                | 5 – 3           | Dunmurry Recreation  |
| Dromore Amateurs               | 0 – 3           | Limavady Utd         |
| Dunloy                         | 2 – 1           | Tullycarnet          |
| Grove                          | 3 – 5           | Newtowne FC          |
| Hanover                        | 2 – 1           | Bourneview           |
| Holywood                       | 3 – 0           | Barn Utd             |
| Islandmagee                    | 4 – 0           | Suffolk              |
| Larne Technical Old Boys       | 1 – 2           | Fivemiletown         |
| Lisburn Distillery             | 3 – 1           | Newcastle            |
| Lurgan Town Boys               | 1 – 3           | PSNI                 |
| Rosario Youth Club             | 1 – 0           | Woodvale             |
| Shankill Utd                   | 3 – 2           | Newbuildings Utd     |
| Sirocco Works                  | 6 – 1           | Bangor Swifts        |
| St Luke's                      | 0 – 1           | Aquinas              |
| St Oliver Plunkett             | 4 – 3           | Rosemount Recreation |
| Tobermore United               | 2 – 2 (5-3 dtr) | East Belfast         |
| Tullyvallen                    | 0 – 5           | Maiden City          |
| Valley Rangers                 | 2 – 5           | Portstewart          |
| Wakehurst                      | 0 – 2           | Armagh City          |
| Wellington Recreation          | Ann.            | Donegal Celtic       |
| Windmill                       | 1 – 0           | Dungiven             |

### Secondo turno preliminare
Partecipano le 40 squadre vincenti il primo turno preliminare e 24 che entrano direttamente in questo turno. Il sorteggio è stato effettuato il 17 agosto 2021. Il Mossley AFC è stato ammesso direttamente al terzo turno preliminare.
| Squadra 1                  | Risultato       | Squadra 2          |
| -------------------------- | --------------- | ------------------ |
| 24 settembre 2021          |                 |                    |
| Glebe Rangers              | 0 – 3           | Colin Valley       |
| 25 settembre 2021          |                 |                    |
| 18th Newtownabbey Old Boys | 3 – 4           | Shankill Utd       |
| Aquinas                    | 1 – 5           | Crewe              |
| Ards Rangers               | 3 – 1           | Crumlin Utd        |
| Armagh City                | 3 – 0           | Dollingstown       |
| Ballynahinch Olympic       | 1 – 1 (5-3 dtr) | Immaculata         |
| Banbridge Rangers          | 5 – 0           | Desertmartin       |
| Banbridge Town             | 2 – 3           | Tobermore United   |
| Bangor                     | 2 – 1           | Killyleagh Youth   |
| Bangor Amateurs            | 2 – 4           | Windmill           |
| Coagh United               | 1 – 8           | Ballymacash        |
| Comber Recreation          | 1 – 2           | Kilmore Recreation |
| Craigavon City             | 3 – 4           | Dromara Village    |
| Derriaghy Cricket Club     | 2 – 0           | Bloomfield         |
| Downshire Young Men        | 0 – 3           | Newington Youth    |
| Drumaness Mills            | 2 – 2 (4-2 dtr) | Fivemiletown       |
| Dunloy                     | 2 – 1           | Markethill         |
| Dunmurry Y.M.              | 1 – 3           | St Mary's          |
| Greenisland                | 1 – 0           | Ardstraw           |
| Hanover                    | 0 – 1           | Tandragee Rovers   |
| Islandmagee                | 5 – 3           | Ballynure O.B.     |
| Limavady Utd               | 3 – 0           | PSNI               |
| Lisburn Distillery         | 2 – 1           | Ballymoney Utd     |
| Lower Maze                 | 6 – 2           | Laurelvale         |
| Maiden City                | 0 – 3           | Portstewart        |
| Oxford Sunnyside FC        | 3 – 3 (8-7 dtr) | Chimney Corner     |
| Rathfriland Rangers        | 3 – 0           | Abbey Villa        |
| Rosario Youth Club         | 3 – 2           | Lisburn Rangers    |
| Sirocco Works              | w/o             | Newtowne FC        |
| St Oliver Plunkett         | 1 – 1 (3-4 dtr) | St. James' Swifts  |
| Strabane Athletic          | 3 – 3 (0-3 dtr) | Holywood           |

### Terzo turno preliminare
Partecipano le 32 squadre vincenti il secondo turno preliminare. Il sorteggio è stato effettuato il 28 settembre 2021.
| Squadra 1            | Risultato       | Squadra 2              |
| -------------------- | --------------- | ---------------------- |
| 30 ottobre 2021      |                 |                        |
| Ards Rangers         | 3 – 2           | Banbridge Rangers      |
| Ballymacash          | 0 – 3           | Portstewart            |
| Ballynahinch Olympic | 0 – 2           | Newington Youth        |
| Bangor               | 2 – 0           | St. James' Swifts      |
| Colin Valley         | 4 – 1           | Crewe                  |
| Dromara Village      | 2 – 3           | Rathfriland Rangers    |
| Dunloy               | 2 – 2 (3-4 dtr) | Derriaghy Cricket Club |
| Greenisland          | 2 – 1           | Lisburn Distillery     |
| Holywood             | 3 – 5           | Limavady Utd           |
| Islandmagee          | 1 – 1 (3-0 dtr) | Drumaness Mills        |
| Kilmore Recreation   | 3 – 2           | Lower Maze             |
| Mossley AFC          | 4 – 4 (3-0 dtr) | Shankill Utd           |
| Oxford Sunnyside FC  | 3 – 0           | Rosario Youth Club     |
| Sirocco Works        | 2 – 4           | Tobermore United       |
| Tandragee Rovers     | 2 – 1           | St Mary's              |
| Armagh City          | 0 – 1           | Windmill               |

### Quarto turno preliminare
Partecipano le 16 squadre vincenti il terzo turno preliminare. Il sorteggio è stato effettuato il 2 novembre 2021.
| Squadra 1           | Risultato       | Squadra 2              |
| ------------------- | --------------- | ---------------------- |
| 27 novembre 2021    |                 |                        |
| Ards Rangers        | 2 – 2 (6-5 dtr) | Greenisland            |
| Colin Valley        | 0 – 2           | Bangor                 |
| Kilmore Recreation  | 1 – 1 (4-5 dtr) | Islandmagee            |
| Limavady Utd        | 4 – 1           | Rathfriland Rangers    |
| Mossley AFC         | 1 – 3           | Portstewart            |
| Newington Youth     | 3 – 1           | Derriaghy Cricket Club |
| Oxford Sunnyside FC | 2 – 1           | Tandragee Rovers       |
| Windmill            | 2 – 1           | Tobermore United       |

## Fase finale

### Primo turno
Partecipano le 8 squadre vincenti il quarto turno preliminare, le 12 squadre della NIFL Championship e le 12 della NIFL Premiership. Il sorteggio è stato effettuato il 2 dicembre 2021.
| Squadra 1               | Risultato   | Squadra 2           |
| ----------------------- | ----------- | ------------------- |
| 7 gennaio 2022          |             |                     |
| Glenavon                | 0 – 4       | Crusaders           |
| 8 gennaio 2022          |             |                     |
| Knockbreda              | 0 – 2       | Dungannon Swifts    |
| Queen's University      | 2 – 0       | Newington Youth     |
| Ballinamallard Utd      | 2 – 0 (dts) | Ards Rangers        |
| Ballyclare Comrades     | 0 – 2       | Carrick Rangers     |
| Ballymena Utd           | 2 – 0       | Loughgall           |
| Bangor                  | 0 – 5       | Larne               |
| Cliftonville            | 5 – 0       | Islandmagee         |
| Coleraine               | 6 – 0       | Windmill            |
| Dergview                | 2 – 3       | Glentoran           |
| Dundela                 | 0 – 3       | Ards                |
| Harland & Wolff Welders | 1 – 2       | Annagh Utd          |
| Institute               | 0 – 1       | Portstewart         |
| Linfield                | 4 – 0       | Oxford Sunnyside FC |
| Portadown               | 2 – 0       | Limavady Utd        |
| Warrenpoint Town        | 1 – 2       | Newry City          |

### Secondo turno
Il sorteggio è stato effettuato l'8 gennaio 2022.
| Squadra 1          | Risultato | Squadra 2    |
| ------------------ | --------- | ------------ |
| 4 febbraio 2022    |           |              |
| Larne              | 2 – 0     | Linfield     |
| Newry City         | 1 – 0     | Ards         |
| 5 febbraio 2022    |           |              |
| Queen's University | 0 – 4     | Glentoran    |
| Ballinamallard Utd | 0 – 1     | Crusaders    |
| Carrick Rangers    | 0 – 1     | Cliftonville |
| Coleraine          | 2 – 0     | Portadown    |
| Dungannon Swifts   | 4 – 1     | Annagh Utd   |
| 15 febbraio 2022   |           |              |
| Ballymena Utd      | 3 – 0     | Portstewart  |

### Quarti di finale
Il sorteggio è stato effettuato il 5 febbraio 2022.
| Squadra 1     | Risultato       | Squadra 2        |
| ------------- | --------------- | ---------------- |
| 4 marzo 2022  |                 |                  |
| Cliftonville  | 2 – 1           | Coleraine        |
| 5 marzo 2022  |                 |                  |
| Ballymena Utd | 3 – 3 (4-3 dtr) | Larne            |
| Crusaders     | 4 – 2           | Dungannon Swifts |
| Glentoran     | 0 – 3           | Newry City       |

### Semifinali
Il sorteggio è stato effettuato il 5 marzo 2022.
| Squadra 1      | Risultato | Squadra 2     |
| -------------- | --------- | ------------- |
| 1º aprile 2022 |           |               |
| Cliftonville   | 1 – 2     | Crusaders     |
| 26 aprile 2022 |           |               |
| Newry City     | 0 – 1     | Ballymena Utd |

### Finale
| Arbitro: | Tony Clarke |

|                |           |                                |
| Weir 9’ (aut.) | Marcatori | 90+3’ Robinson 120+2’ McMurray |